# Jan Meijs
Jan Meijs (Appeltern, 25 augustus 1930 – Berkel-Enschot, 29 juli 2025) was een Nederlands politicus van de KVP en later het CDA.
Hij was hoofdcommies bij de gemeentesecretarie van Culemborg voor hij in 1965 benoemd werd tot burgemeester van Hooge en Lage Mierde. In 1974 volgde zijn benoeming tot burgemeester van Berkel-Enschot wat Meijs zou blijven tot die gemeente op 1 januari 1997 opging in de gemeente Tilburg.
Meijs overleed op 94-jarige leeftijd.